# 김효일
김효일(한국 한자: 金孝日, 1978년 9월 7일 ~ )은 대한민국의 전직 축구 선수 출신 축구 지도자이다. 현역 시절 포지션은 미드필더였다.